# 10 × 100 BWA
10x100 BWA (10x100 мм) — новый патрон для сверхдальней снайперской стрельбы. Выступает конкурентом .50 BMG.

## Описание
Пуля патрона имеет дульную энергию более 15000 Джоулей, что вплотную приближает его по мощности к .50 BMG. На дальних дистанциях пуля лучше сохраняет энергию, чем  .50 BMG. Превосходит калибр .408 Cheyenne Tactical по всем характеристикам, что может стать ему полной заменой. Сама пуля монолитная из сплава Carobronz.